# Chemar
Chemar S.A. – istniejące od 1954 roku przedsiębiorstwo, z siedzibą w Kielcach, produkująca urządzenia dla rafinerii, cukrowni i fabryk oraz armaturę i rurociągi ciśnieniowe. Będący własnością Skarbu Państwa holding jest podzielony na pięć spółek: Zakład Armatury, Zakład Rurociągów, Zakład Tłocznia, Chemarbel i Odlewnia Chemar. Przedsiębiorstwo zatrudnia obecnie około 800 osób.

## Restrukturyzacja przedsiębiorstwa
Zmagający się z poważnymi kłopotami finansowymi holding znajduje się obecnie w końcowej fazie restrukturyzacji. Upadły Zakład Aparatury, a jedną z kilku spółek wydzielonych z Chemaru kupiła za ponad 14 mln zł włoska grupa Sices. Mimo ogłoszonej upadłości, zakład nie zaprzestał działalności, a majątek tej spółki jako masa upadłościowa został sprzedany inwestorowi. Uzyskane w ten sposób przez syndyka środki zapewniły możliwość spłaty wierzycieli, a inwestor nie tylko utrzymał produkcję, ale ją znacznie rozwinął.

## Historia
Ważniejsze daty:
- 1954 – powstały Zakłady Chemar w Kielcach. Po kilku latach działalności Chemar stał się krajowym liderem w produkcji przemysłowej armatury stalowej i staliwnej oraz liczącym się eksporterem. Systematycznie rozszerzano asortyment produkowanych wyrobów.
- 1964 – rozpoczęto produkcję rurociągów energetycznych, elementów rurociągowych i stacji redukcyjno-schładzających. Chemar stał się głównym dostawcą urządzeń do wszystkich budowanych w Polsce elektrowni i elektrociepłowni.
- 1966 – rozpoczęły produkcję wydziały Aparatury Chemicznej i Tłoczni. Chemar stał się uznanym dostawcą urządzeń z zakresu aparatury procesowej i energetycznej dla wielu gałęzi przemysłu, m.in. przemysłu chemicznego, petrochemicznego, spożywczego i energetyki.
- 1991 – Chemar uzyskał prawny status jednoosobowej spółki Skarbu Państwa.
- 1993 – Chemar S.A. otrzymał certyfikat Jakości ISO 9001.
- 2001 – w procesie restrukturyzacji wydzieliły się z Chemar S.A. samodzielne podmioty gospodarcze: Zakład Aparatury „Chemar” Sp. z o.o., Zakład Tłocznia „Chemar” Spółka z o.o., Zakład Armatury „Chemar” Spółka z o.o. i Zakład Rurociągów „Chemar” Spółka z o.o. Zakłady te prowadzą nadal działalność w ramach struktury Chemar S.A.